# Cassville (miasto)
Cassville – miasto w Stanach Zjednoczonych, w stanie Wisconsin, w hrabstwie Grant.